# Nitra
Nitra (Nyitra på ungarsk, Neutra på tysk) er en by i det vestlige Slovakiet med et areal på 100,48 km² og en befolkning på cirka 85.000 indbyggere (2005).
Byen er beliggende cirka 80 kilometer øst for hovedstaden Bratislava. I en stor fabrik uden for byen producerer Sony LCD-paneler til fladskærmsfjernsyn.